# Sinodidymella
Sinodidymella is een geslacht van schimmels behorend tot de familie Teichosporaceae. De typesoort is Sinodidymella verrucosa.

## Soorten
Volgens Index Fungorum telt het geslacht vijf soorten (peildatum april 2022):
| Soortnaam                  | Auteur(s)                       | Publicatiejaar |
| -------------------------- | ------------------------------- | -------------- |
| Sinodidymella americana    | M.E. Barr                       | 2002           |
| Sinodidymella hesperia     | M.E. Barr                       | 2002           |
| Sinodidymella occidentalis | M.E. Barr                       | 1993           |
| Sinodidymella utahensis    | (Petr.) M.E. Barr               | 2002           |
| Sinodidymella verrucosa    | (Petr.) J.Z. Yue & O.E. Erikss. | 1985           |